# 白永祥
白永祥（1970年2月11日—），曾經是魅族的創始人之一。

## 生平
2017年5月9日，魅族科技對內發布了全新的組織架構。全新的組織架構中顯示，黃章作為魅族董事長兼CEO直接參與公司運營。白永祥作為魅族總裁接受各職能中心匯報，並和黃章一起管理新組建的魅族事業部、魅藍事業部、Flyme事業部。2018年5月16日，魅族又一次進行了內部組織架構調整，白永祥卸任魅族科技COO。